# Соловей Володимир Васильович
Володимир Васильович Соловей (9 жовтня 1952) — український дипломат. Надзвичайний і Повноважний Посол України.

## Біографія
Народився 9 жовтня 1952 року в місті Кременчук на Полтавщині. Закінчив Київський державний університет ім. Т. Г. Шевченко. Журналіст. Володіє німецькою мовою.
У 1975–1980 рр. — студент Київського державного університету ім. Т. Г. Шевченко
У 1977–1977 рр. — завідувач парткабінетом Міністерства харчової промисловості УРСР
У 1977–1986 рр. — заступник завідувача відділу, головний інспектор Київської міської ради з туризму і екскурсій, заступник завідувача відділу Української республіканської ради з туризму і екскурсій
У 1986–1991 рр. — помічник першого заступника Голови держагропрома — Міністра УРСР
У 1991–1992 рр. — помічник першого заступника Міністра сільського господарства України
У 1992–1993 рр. — помічник Віце-прем'єр-міністра України
У 1993–1996 рр. — радник Посольства України в Республіці Білорусь
У 1996–1997 рр. — заступник начальника Управління країн СНД МЗС України
У 1997–1998 рр. — виконувач обов'язків начальника Управління країн СНД МЗС України
У 1998–2000 рр. — начальник Управління кадрів і навчальних закладів МЗС України
У 2000–2004 рр. — радник-посланник Посольства України в Киргизькій Республіці, Тимчасовий Повірений в справах України в Киргизькій Республіці
У 2004–2005 рр. — Генеральний консул України у Владивостоці.
З 2005 по 28.01.2008 — начальник Контрольно-ревізійного управління МЗС України
З 2008 по 25.01.1014 року Надзвичайний і Повноважний Посол України в Киргизькій Республіці. Член Колегії Міністерства закордонних справ України.

## Нагороди та відзнаки
- Почесна Грамота МЗС України (2002),
- медаль «За працю і звитягу» (2002),
- медаль міжнародного академічного рейтингу «Золота фортуна» — Незалежність України (2003).